# Selig Eugen Soskin

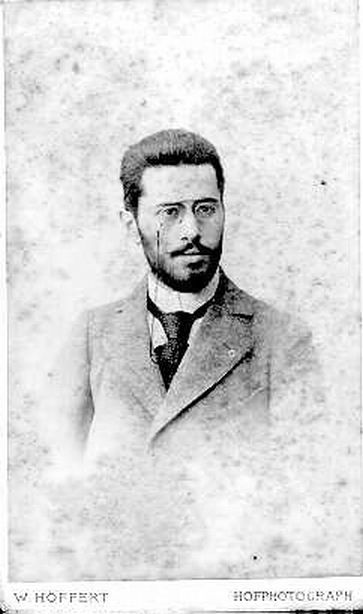
Selig Eugen Soskin (zwischen 1900 und 1910)

Selig Eugen Soskin, russisch: Зелиг Евгений Соскин (geboren am 25. März 1873 in Tschurubasch, Krim, Russisches Kaiserreich; gestorben am 17. März 1959 in Nahariya, Israel) war ein russisch-jüdischer Agrarwissenschaftler und revisionistisch-zionistischer Politiker, der sich in Palästina auf intensiv bewirtschaftete landwirtschaftliche Kolonisation spezialisierte und die deutsch-jüdische Immigrantensiedlung Nahariya mitgründete.

## Ausbildung und beruflicher Werdegang
Nach seiner Matura in Russland ging Soskin zum Studium der Landwirtschaft nach Deutschland, zunächst nach Berlin, wo er dem „Russisch-jüdisch Wissenschaftlichen Verein“ angehörte, zu dessen Mitgliedern auch einige andere zionistische Studenten wie Chaim Weizmann (1874–1952) zählten. In Rostock wurde Soskin 1894 zum Doktor der Philosophie promoviert. Im Jahre 1896 kam Soskin zum ersten Mal nach Palästina, nachdem er durch das „Odessa-Komitee“ zum Agronomen für russische Siedler in Eretz Israel ernannt worden war. Soskin beteiligte sich an mehreren Forschungsreisen, u. a. an der berühmten „El-Arisch-Expedition“ auf der Sinai-Halbinsel (1903), um dort (vergeblich) jüdische Siedlungsmöglichkeiten zu erkunden. Auf dem VI. Zionistenkongress (ebenfalls im Jahre 1903) in Basel wurde Soskin zusammen mit dem Biologen Otto Warburg (1859–1938) und dem Sozialökonomen Franz Oppenheimer (1864–1943) in die „Forschungskommission für Palästina“ und zum Mitredakteur der zionistischen Zeitschrift Alt-Neuland gewählt. Seit 1904 veröffentlichte Eugen Soskin regelmäßig Aufsätze und Denkschriften zur intensiven Kleinkolonisation, in der er eine Möglichkeit sah, den engen jüdischen Siedlungsraum in Palästina möglichst rationell zu nutzen. Auf den (XII. und XIV.) Zionistenkongressen der Zwanzigerjahre propagierte Selig Eugen Soskin zwar mit Unterstützung Weizmanns, aber gegen eine breite Opposition führender Wirtschaftsexperten sein Kolonisationsmodell. Nachdem ein erstes Experiment scheiterte, lehnte die Mehrheit es ab.
Schließlich gründete Soskin zusammen mit dem Siedlungsplaner und privaten Investor Joseph Loewy (1885–1949) und weiteren Shareholdern eine Kapitalgesellschaft, die nördlich von Akko von der arabischen Grundbesitzerfamilie Toueini 2000 Dunam (200 ha) Boden ankaufte, diesen „ameliorisierte“ und parzellierte, ein Straßen-, Elektro- und Wassernetz für künftige Landwirte bereitstellte. Dieser Ort wurde Nahariya, d. h. „am Fluss gelegen“, genannt. Ab 1935 wurden kleine private Parzellen von einem halben bis maximal einem Hektar von 150 Familien aus NS-Deutschland bezogen. In einem autarken Kreislaufsystem von eigener Düngerproduktion aus Kleintierhaltung und mithilfe eines gemeinschaftlich abgestimmten Bewässerungssystems sollten sie Obst- und Gemüsekulturen bewirtschaften. Das Modell scheiterte teilweise aus Gründen der ungünstigen Bodenbeschaffenheit und Klimabedingungen, aber auch infolge mangelnden Absatzes und schließlich körperlicher Überforderung der ehemals freiberuflich-akademischen Mitteleuropäer. Durch ökonomische Umorientierung verwandelten die Einwohner Nahariya zu einem Fremdenverkehrs- und Gewerbezentrum am Mittelmeer. Soskin selbst zerstritt sich mit dem Vorstand der Nahariya-Siedlungsgesellschaft und verließ diese im Jahre 1941. Während und nach dem Zweiten Weltkrieg hielt er sich vorübergehend in den USA auf, wo er Pläne für die Versorgung der amerikanischen Soldaten mit Frischgemüse ausarbeitete und sein wissenschaftliches Konzept für die Entwicklung von Nutzpflanzen auf minimaler Fläche bei maximalem Ertrag, „Hydroponics“ genannt, erproben durfte.  Für seine wissenschaftlichen Arbeiten wurde Selig Eugen Soskin ein Jahr vor seinem Tode mit dem israelischen Staatspreis ausgezeichnet. Seine sterblichen Überreste ruhen auf dem Friedhof in Nahariya.

## Bedeutung
Selig Eugen Soskin stand politisch dem „revisionistischen“ Flügel der Zionistischen Bewegung um Wladimir Zeev Jabotinsky (1880–1940) nahe, der sich ein jüdisches Palästina beiderseits des Jordan vorstellte und sich zu einer offensiven Durchsetzung seiner Ziele bekannte. Soskin distanzierte sich aber von den Revisionisten, nachdem diese 1935 die Zionistische Bewegung spalteten. Politisch spielte Soskin dennoch eine wichtige Nebenrolle im Zusammenhang mit der Auswanderung tschechischer und slowakischer Juden und ihrer Ansiedlung in Nahariya in den kritischen Jahren 1938 und 1939. Trotz des Scheitern seines landwirtschaftlichen Konzeptes wird Selig Eugen Soskin noch heute als Gründer der Siedlung Nahariya gefeiert, die über 1000 mitteleuropäischen Flüchtlingen der Dreißigerjahre eine neue Existenz bot.

## Veröffentlichungen (Auswahl)
- Kleinsiedlung und Bewässerung. Die neue Siedlungsform für Palästina. Jüdischer Verlag, Berlin 1920, Englische Ausgabe: Small Holding and Irrigation. The New Form of Settlement in Palestine. Published for the Jewish National Found, London 1920.
- Intensive Kolonisation. Aufsätze und Reden zur Frage der jüdischen Palästina-Besiedlung. Orient-Verlag, Berlin 1922.
- Ein Jahr Nahariah. In: Der Ausweg. Zeitschrift für Umschichtung-Wanderung-Siedlung. Paris-Haifa 1935, S. 36 ff.
- Warum Nahariah? Eine Apologetik. Druck von K. E. Köhler, Eger (CSR) 1935.